# Dino Battaglia
Dino Battaglia (Venecia, 1 de agosto de 1923-Milán el 4 de octubre de 1983) fue un historietista italiano. 

## Biografía
Dino Battaglia se unió en 1945 al grupo que editó la revista italiana de cómics, "Asso di picche", donde comenzó a dibujar Junglemen, que luego continuaría Hugo Pratt. En la década de 1950 dibuja episodios de Pecos Bill, El Kid, colabora con lustraciones para editoras inglesas y revistas como L'Intrepido e Il Vittorioso.
En 1961 dibuja Capitán Caribe, con guiones de Héctor Germán Oesterheld para la Editorial Abril de Buenos Aires (Argentina). 
En 1962 comienza a colaborar con el "Corriere dei Piccoli" y el "Corriere dei Ragazzi". En 1968 comienza su famosa serie de adaptaciones de obras literarias (Edgar Allan Poe, Herman Melville, Howard Phillips Lovecraft, etc.), para la revista "Linus".
Ganó el premio Phenix de Francia en 1969 y el Yellow Kid en Lucca, Italia, en 1970.
En 1974, junto con su esposa Laura, crea Frate Francesco.